# Adam Waleskowski
Adam Waleskowski (* 19. November 1982 in Cape Girardeau, Missouri) ist ein ehemaliger US-amerikanischer Basketballspieler. Nach dem Studium in seinem Heimatland begann Waleskowski eine Karriere als Profi in Europa. Waleskowskis Großeltern waren mit seinem in Deutschland geborenen Vater in die Vereinigten Staaten ausgewandert. Um nicht Ausländerbeschränkungen in Europa zu fallen, nahm Waleskowski wie sein Bruder Keith die deutsche Staatsbürgerschaft an. Neben Stationen in Deutschland spielte Waleskowski insbesondere in Frankreich und auf Zypern. Nachdem er im Januar 2013 zum Zweitligisten Düsseldorf Baskets nach Deutschland gewechselt war, spielte er ab der Bundesliga-Saison 2013/14 die folgenden drei Spielzeiten für den Erstligisten MHP Riesen Ludwigsburg, bevor er zum Ligakonkurrenten BG Göttingen wechselte, für den er bereits 2010 gespielt hatte.

## Karriere
Waleskowski besuchte in Dayton (Ohio) die Schule „Archbishop Alter High School“ und begann 2001 ein Studium an der Florida State University, an er für die Hochschulmannschaft Seminoles in der Atlantic Coast Conference der NCAA spielte. Waleskowski spielte in einer Phase für diese Mannschaft, in der diese wenig Erfolg hatte. Einzig 2004 erreichte man eine Einladung zum National Invitation Tournament, in dem man in der zweiten Runde ausschied.
2005 begann Waleskowski eine Karriere als Profi im Geburtsland seines Vaters und spielte in der 2. Basketball-Bundesliga für die Steeples aus Ehingen. In der Zweitligasaison 2005/06 erreichte man mit dem neunten Platz in der Abschlusstabelle die bis dahin beste Platzierung seit dem Aufstieg 2003. Nachdem sich seine Einbürgerung verzögerte, spielte Waleskowski auch in der folgenden Spielzeit 2006/07 für die Ehinger, bevor er zum Jahreswechsel nach Frankreich wechselte, nachdem ein Wechsel zu einem Verein in der höchsten deutschen Spielklasse nicht erfolgte.
In der zweiten französischen Liga LNB Pro B war Waleskowski 2007 zunächst für Étendard aus Brest aktiv, mit denen er am Saisonende in den Play-offs um den Aufstieg in die höchste Spielklasse in der ersten Runde ausschied. Anschließend wechselte er zum Ligakonkurrenten Basket Comté Doubs aus Besançon, mit denen er 2008 nach einem achten Platz in der Hauptrunde in den Play-offs noch die Meisterschaft und den Aufstieg in die höchste Spielklasse erreichte. Für die darauffolgende Saison 2008/09 wechselte er jedoch zum bisherigen Ligakonkurrenten JSF aus Nanterre, bei denen er zu Beginn der Spielzeit im November 2008 seinen Vertrag beendete. Anschließend war er Mitte März 2009 für ein Spiel auf Zypern für Achilléas Kaïmaklíou aktiv, einem Verein aus dem Stadtteil Kaimakli der Hauptstadt Nikosia. Ende April 2009 wechselte er erneut für einen Monat bis Saisonende zu seinem früheren Verein aus Besançon in die LNB Pro A, der jedoch als Aufsteiger den vorletzten Tabellenplatz belegte und wieder absteigen musste.
Nachdem Waleskowski in der Saison 2009/10 erneut für Achilléas auf Zypern gespielt hatte, wurde er für die Bundesliga-Saison 2010/11 vom deutschen Erstligisten BG 74 Göttingen verpflichtet. Der vormalige Gewinner der EuroChallenge erreichte dabei im Eurocup-Saison 2010/11 das Viertelfinale. Waleskowski verließ jedoch bereits im Februar 2011 den Verein und war am Saisonende erneut auf Zypern diesmal für Apollon aus Limassol aktiv. Mit Apollon schied er wie ein Jahr zuvor mit Achilléas im Play-off-Viertelfinale der Meisterschaft, nachdem man als Tabellendritter der Hauptrunde dem Lokalrivalen sowie bisherigen und späteren Vizemeister Proteas EKA AEL unterlegen war. Zum Ende der Saison 2011/12 wechselte er ins slowakische Levice zu Onyx Astrium, die als Titelverteidiger in den Play-offs der slowakischen Meisterschaft bereits in der ersten Runde gegen den späteren Meister BK Prievidza unterlegen waren. Zudem spielte Levice in dieser Spielzeit erstmals auch in der tschechischen Basketball-Liga mit, in der man ebenfalls im Viertelfinale gegen den dortigen Serienmeister ČEZ Nymburk ausschied.
In der Saison 2012/13 war Waleskowski zunächst im Kosovo für den dortigen Vizemeister Sigal aus Priština aktiv. Im Januar 2013 kehrte er nach Deutschland zurück und spielte in der ProA, die die zweite Liga 2007 abgelöst hatte, für die Düsseldorf Baskets. Mit den Rheinländern erreichte er in den Play-offs um den Aufstieg das Finale und damit den sportlichen Aufstieg in die erste Basketball-Bundesliga. Den Düsseldorfern wurde im Anschluss jedoch aus wirtschaftlichen Gründen die Lizenz verweigert. Nutznießer waren die Neckar Riesen Ludwigsburg, die als sportlicher Absteiger aus der ersten Liga eine „Wildcard“ bekamen und die Klasse halten konnten. Für die Basketball-Bundesliga 2013/14 wurde Waleskowski dann ausgerechnet von den Ludwigsburgern unter Vertrag genommen. Dort blieb er drei Jahre und wechselte im September 2016 innerhalb der Bundesliga zur BG Göttingen, für die er schon 2010/11 gespielt hatte.
Im Sommer 2017 ging er nach Ludwigsburg zurück, Ende August 2019 wurde er von den Skyliners Frankfurt verpflichtet. Nach 14 Bundesliga-Einsätzen für Frankfurt (4,6 Punkte im Durchschnitt) wurde er Mitte Januar 2020 im Tausch gegen Darius Carter an den Bundesligakonkurrenten BG Göttingen abgegeben. Bei den „Veilchen“ hatte Waleskowski bereits zweimal in seiner vorherigen Laufbahn unter Vertrag gestanden. Er spielte bis März 2020 für die Niedersachsen.